# Лина
Лина е често срещано женско име в Швеция, особено сред тези, родени след 1980 година.
То първоначално е използвано като съкратена форма на имената, като Каролина, Николина, Аделина и Евелина, но впоследствие става самостоятелно и основно име.
Лина (لينا) също е женско име, използвано в арабския език. Основното му значение е „нежност“.
Името Лина също има корени в Япония, Франция и Гърция.
Някои от значенията на името Лина биват следните:
- Холандски език: чиста
- Шведски език: светлина
- Италиански език: светлина
- Гръцки език: светлина
- Старинен немски език: малко ангелче
- Старинен английски(уелски) език: водопад
- Френски език: красиво момиче